# Synagoge (Bleicherode)

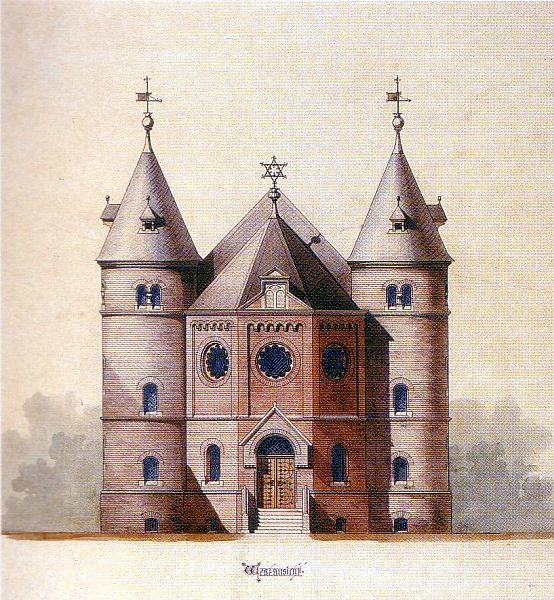
Synagoge Bleicherode, 1938 niedergebrannt.

Die Synagoge in Bleicherode, einer Stadt im Landkreis Nordhausen in Thüringen, wurde von 1880 bis 1882 errichtet. Die Synagoge befand sich in der Obergebraer Straße, an der Ecke zur Gartenstraße. Sie wurde am 9. November 1938 während der Novemberpogrome 1938 von Nationalsozialisten niedergebrannt.

## Geschichte
Der aus Spenden finanzierte neuromanische Bau entstand unter der Leitung von Baurat Edwin Oppler aus Hannover. Er hatte 1879 eine fast identische Synagoge in Hameln erbaut. Am 1. Juni 1882 wurde die Synagoge von dem aus Bleicherode stammenden Landrabbiner Philipp Heidenheim eingeweiht und 1938 im Kontext der Novemberpogrome 1939 durch SA-Männer niedergebrannt. Danach kam das Synagogengrundstück in den Besitz der Stadt Bleicherode. Die Synagogenruine wurde in den 1950er Jahren abgebrochen. 

## Gedenken
Im Jahr 1986 wurde am Standort der zerstörten Synagoge ein Gedenkstein mit der Inschrift aufgestellt: „Hier stand die Synagoge der jüdischen Gemeinde Bleicherode. Sie wurde in der Pogromnacht am 9. November 1938 von Faschisten niedergebrannt.“